# Волощина (Львівський район)
Воло́щина —  село Львівського району Львівської області. Населення становить 627 осіб. Орган місцевого самоврядування - Бібрська міська рада (Бібрська міська ТГ).
05.02.1965 Указом Президії Верховної Ради Української РСР Великоглібовицьку сільраду Пустомитівського району передано до складу Перемишлянського району.

## Історія
Перша згадка про село відноситься до 1696р

#### Боротьба ОУН-УПА проти комунізму
В 1946 р. в лісах Волощини перебував В.Кук - Головнокомандувач УПА.
В селі загинув Цура Михайло Іванович («Зов», «Михайло», «Монах», «Прокіп», «Х»; 1920, с. Бовино, Подкарпатске в-во, Польща – 27.02.1953, с.Волощина Перемишлянського р-ну Львівської обл.). Освіта – незакінчена вища. Закінчив Перемиську гімназію, навчався у Львівському медичному інституті (1940-?). Член ОУН. На нелегальному становищі із 1942 р. Чотовий політвиховник, а з 1946 р. працював у тереновій сітці ОУН. Керівник Бібрецького надрайонного проводу ОУН (кін. 1947 – 02.1953). Загинув 27.02.1953 у бою з військами МДБ в оточеному господарстві.
Терлецький Микола Степанович («Беркут», «Давид»; 1924, с. Волощина Перемишлянського р-ну Львівської обл. – 31.10.1951, с. Соколівка Буського району Львівської обл.). Освіта – середня. Закінчив старшинську школу УПА «Олені» (1944). Командир підвідділу (чоти, роя) у сотні УПА «Жубри» (1944-1945) і ТВ «Асфальт» (1945-1946), інструктор ТВ «Асфальт» (1946), командир підстаршинського вишколу провідників теренових клітин ТВ «Асфальт» (літо-осінь 1946). Керівник Городоцького надрайонного проводу ОУН (04.-07.1947), організаційний референт Миколаївського надрайонного проводу ОУН (осінь 1947 - весна 1948), референт пропаганди Бібрецького надрайонного проводу ОУН (весна 1948 - 1949), співробітник референтури СБ Рогатинського окружного проводу ОУН (1949-1950). Влітку 1950 переведений на Золочівщину, де очолив надрайонний провід. Усунений з поста у

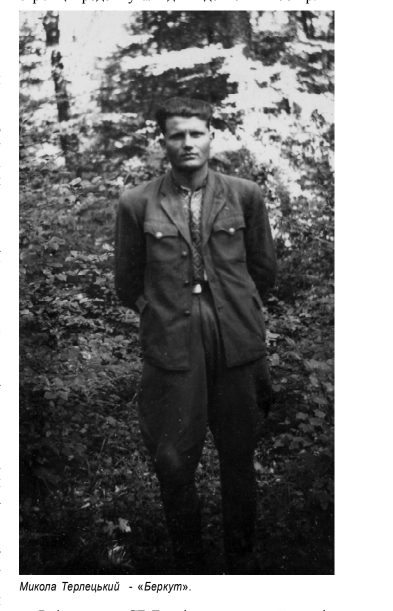
Терлецький Микола Степанович («Беркут», «Давид»;

травні-червні 1951 р. та призначений надрайонним провідником ОУН Брідщини. 20.09.1951 р. знятий з посади та включений до складу технічної ланки. Старший вістун, булавний (22.01.1946), старший булавний (31.08.1946). Загинув під час облави у блокованому будинку Остапа Владики.

## Церква
- Дерев'яний храм Вознесіння Господнього збудований у 1710(1794) р. Внесений до реєстру пам'яток архітектури національного значення за охоронним номером 468/0.
- В 1742 році парохом в селі був о. Й.Тарлецький.
- В 1763 р в селі було 294 греко-католики.[2]

## Посилання

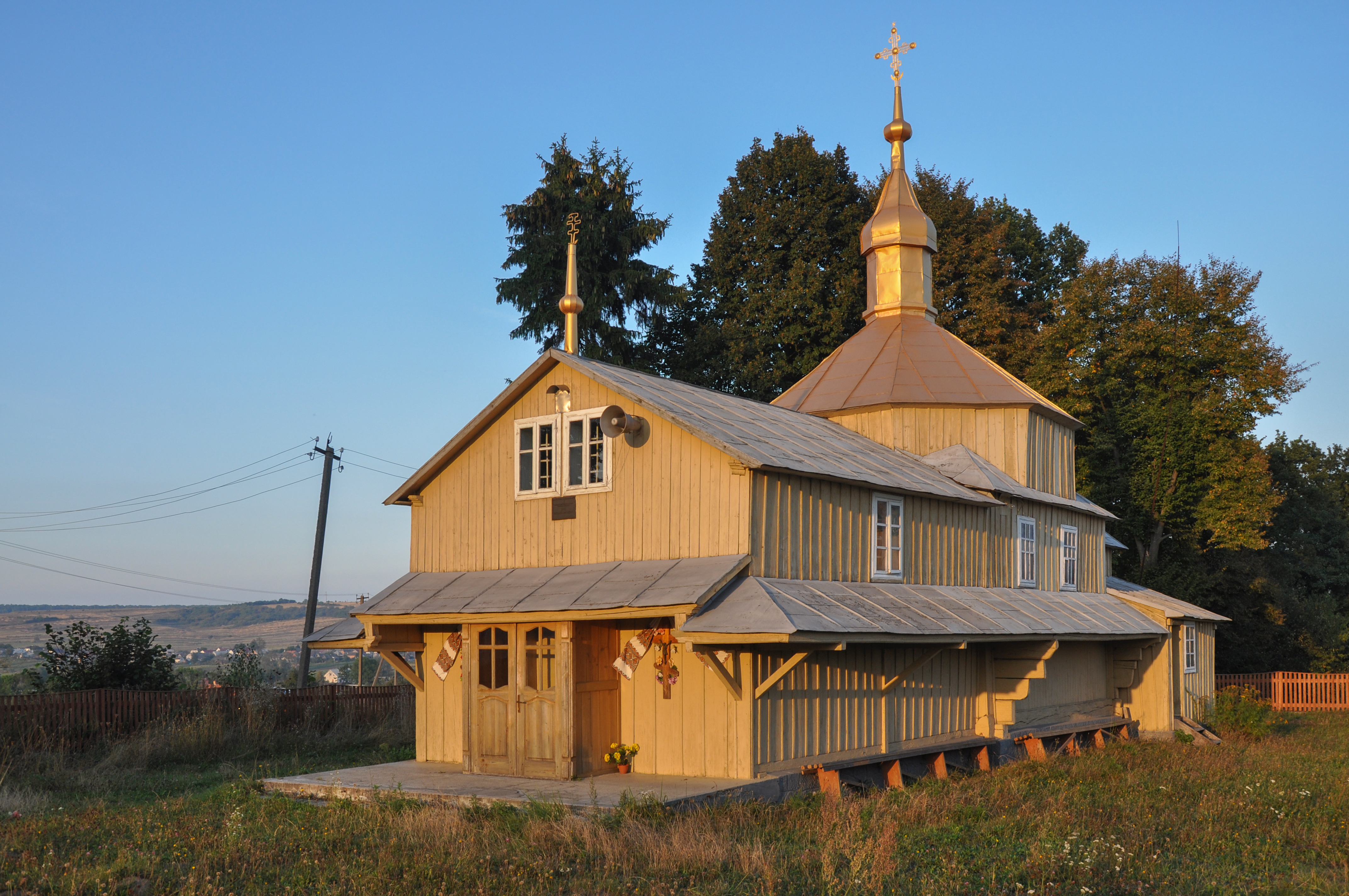
Церква Вознесіння Господнього